# Challenger de San Benedetto 2017

El torneo San Benedetto Tennis Cup 2017 fue un torneo profesional de tenis. Perteneció al ATP Challenger Series 2017. Se disputó en su 13.ª edición sobre superficie tierra batida, en San Benedetto, Italia entre el 17 al el 23 de julio de 2017.

## Jugadores participantes del cuadro de individuales
| Favorito | País                | Jugador                 | Rank1 | Posición en el torneo |
| -------- | ------------------- | ----------------------- | ----- | --------------------- |
| 1        | Bandera de Colombia | Santiago Giraldo        | 101   | Segunda ronda, retiro |
| 2        | Bandera de España   | Marcel Granollers       | 112   | Cuartos de final      |
| 3        | Bandera de Italia   | Luca Vanni              | 121   | Segunda ronda         |
| 4        | Bandera de Serbia   | Laslo Djere             | 123   | FINAL                 |
| 5        | Bandera de España   | Roberto Carballés Baena | 134   | Segunda ronda, retiro |
| 6        | Bandera de Portugal | Pedro Sousa             | 153   | Cuartos de final      |
| 7        | Bandera de Italia   | Stefano Travaglia       | 155   | Segunda ronda         |
| 8        | Bandera de Italia   | Federico Gaio           | 162   | Segunda ronda         |

- 1 Se ha tomado en cuenta el ranking del 3 de julio de 2017.

### Otros participantes
Los siguientes jugadores recibieron una invitación (wild card), por lo tanto ingresan directamente al cuadro principal (WC):
- Gianluca Mager
- Andrea Pellegrino
- Luca Vanni
- Alexei Popyrin

Los siguientes jugadores ingresan al cuadro principal tras disputar el cuadro clasificatorio (Q):
- Mate Delić
- Gonzalo Escobar
- Juan Pablo Paz
- Adelchi Virgili

## Campeones

### Individual masculino
- Matteo Berrettini derrotó en la final a  Laslo Djere, 6–3, 6–4

### Dobles masculino
- Carlos Taberner /  Pol Toledo Bagué derrotaron en la final a  Flavio Cipolla /  Adrian Ungur, 7–5, 6–4